# 馬拉威湖口孵非鯽
馬拉威湖口孵非鯽，為輻鰭魚綱鱸形目隆頭魚亞目慈鯛科的其中一種，被IUCN列為極危保育類動物，分布於非洲Chungruru湖流域，體長可達19公分，棲息在湖泊，生活習性不明。